# リバー・ワンダーズ
リバー・ワンダーズ（River Wonders）は、シンガポールにあるアジアで初めて「川」をテーマとしたサファリパークである。オープン時は「リバー・サファリ（The River Safari）」という名称だったが、2021年10月にリバー・ワンダーズへの名称変更を発表した。
マンダイ地区に存在し、2013年4月3日にオープンした。営業時間は9:00から18：00までである。シンガポール動物園やジュロン・バードパーク、ナイトサファリの経営母体が運営している。

## 概要
シンガポール動物園とナイトサファリに隣接した12ヘクタールの敷地に世界の大河を再現し、淡水の動植物をリバークルーズで観察するという新しいコンセプトを持った動物園である。屋内の展示が多く、雨でも楽しめる。
当初、2012年中のオープンを予定していたが、大幅に遅れ、2012年11月29日からはジャイアントパンダのみ限定的に先行一般公開され、2013年4月3日に正式にオープンした。このジャイアントパンダは、シンガポールと中国との国交樹立20年を記念して中国から10年間貸与された雄パンダ、凱凱（カイカイ、Kai Kai）と、雌パンダの嘉嘉（ジアジア、Jia Jia）と言う。ただし、料金はかからない。
開園当初はジャイアントパンダの展示施設と世界最大規模の淡水産動物の水族館のオープンのみであったが、2013年冬に、船から動植物が観察できる「ボートライド」がオープンした。

## 主な施設と飼育動物

### 世界の河川
世界の河川(Rivers of World)は淡水産動物の水族館で7つのエリアで構成されている。
- ミシシッピ川 (Mississipi River)
  - 主な飼育動物： ワニガメ、アリゲーターガー
- コンゴ川 (Congo River)
  - 主な飼育動物： ニシアフリカコビトワニ、淡水フグ、コンゴテトラ、ムベンガ
- ナイル川 (Nile River)
  - 主な飼育動物： アフリカアロワナ
- ガンジス川 (Ganges River)
  - 主な飼育動物： インドガビアル、マルスッポン、グーンチ（肉食のナマズ）
- マレー川 (Murray River)
  - 主な飼育動物： オーストラリアハイギョ、バラマンディ、マーレーコッド
- メコン川 (Mekong River)
  - 主な飼育動物： メコンオオナマズ、淡水エイ、シシオザル、コハゲコウ、ヤスリミズヘビ
- 長江 (Yangtze River)
  - 主な飼育動物： ヨウスコウワニ、チュウゴクオオサンショウウオ、チョウザメ

### パンダの森
パンダの森(Giant Panda Forest)は1500平方メートルもの広さを持つ巨大なドーム型施設である。ジャイアントパンダ以外にキンケイ、レッサーパンダも飼育している。

### ワイルド・アマゾニア
「ワイルド・アマゾニア(Wild Amazonia)」はアマゾン川流域をテーマにしたエリアである。「アマゾンの沈没森林(Amazon Flooded Forest)」と「リスザルの森(Squarrel Monkey Forest)」と「アマゾン川探検(Amazon River Quest)」の3つで成り立っている。なお、ボートライド方式である「アマゾン川探検」は2013年冬に公開された。
- アマゾンの沈没森林(Amazon Flooded Forest)
  - 主な飼育動物： アマゾンマナティー、オオカワウソ、ピラルク、ピラニア、デンキウナギ、レッドテールキャットフィッシュ、淡水エイ
- リスザルの森(Squarrel Monkey Forest)
  - 主な飼育動物： リスザル、オオアナコンダ、ゴールデンライオンタマリン、グリーンイグアナ、シルバーアロワナ
- アマゾン川探検(Amazon River Quest)： ボートライド方式
  - 主な飼育動物： ジャガー、カピバラ、オオアリクイ、ブラジルバク、コンゴウインコ、クビワペッカリー、リャマ、フラミンゴ